# Heteropogon rubidus
Heteropogon rubidus är en tvåvingeart som först beskrevs av Daniel William Coquillett 1893.  Heteropogon rubidus ingår i släktet Heteropogon och familjen rovflugor.
Artens utbredningsområde är Kalifornien. Inga underarter finns listade i Catalogue of Life.